# Josef Müller (Biologe)
Josef Müller (* 24. April 1880 in Zadar; † 21. September 1964 in Triest), auch als Giuseppe Müller bekannt, war ein österreichischer Zoologe und Botaniker.

## Leben
Josef Müller wurde 1880 als Sohn eines Österreichers und einer Kroatin in Zadar, das zu dieser Zeit in Österreich-Ungarn lag, geboren. In seiner Schulzeit erlernte er naturwissenschaftliche Arbeitsmethoden.
Im Jahr 1898 zog Müller nach Graz und begann ein Studium der Naturkunde an der philosophischen Fakultät, das er 1902 abschloss. Für seine Dissertation erforschte er die Morphologie von Landplanarien. Während seines Studiums gewann Müller den „Unger-Preis“ der Universität Graz für eine Arbeit über die Anatomie von Wurzeln exotischer Orchideen. Während seiner Studienzeit lernte er verschiedene Zoologen, wie beispielsweise Ludwig Ganglbauer, kennen.
Nach seiner erfolgreichen Promotion ging Müller nach Triest und lehrte dort Naturkunde an einer weiterführenden Schule. Er gründete mit anderen Entomologen eine Arbeitsgruppe, in der sie ein umfassendes Arbeitsprogramm entwickelten. In diesem Zusammenhang begann Müller Studien über Arthropoden, die in Höhlen um Triest zu finden waren, ein Schwerpunkt war die Erforschung blinder Insekten. Nach der Präsentation seiner Forschungsergebnisse bei einem internationalen Zoologie-Kongress in Graz wurde er in größeren Fachkreisen bekannter und schloss wissenschaftliche Kooperationen. Eine seiner bemerkenswertesten Werke dieser Zeit war eine Arbeit über blinde Laufkäfer („Monographie der blinden Trechen der Ostalpen und Balkanhalbinsel“), für die er den Ganglbauer-Preis erhielt.
Während des Ersten Weltkriegs musste er wegen der Einberufung in den Militärdienst seine Arbeit unterbrechen. Sein entomologisches Wissen erwies sich bei der Bekämpfung von durch Insekten übertragene Krankheiten als nützlich. Zunächst war er in einer Antimalariastation in Albanien eingesetzt, später in einem bakteriologischen Labor in Wien. Bei seiner Forschung zur Kleiderlaus konnte er nachweisen, dass das Bakterium Rickettsia prowazekii, bekannt als Fleckfiebererreger, von diesem Parasit übertragen wird.
Im Jahr 1921 wurde Müller zum Konservator Naturhistorischen Museum in Triest ernannt, zwei Jahre später wurde er Direktor des Museums und des botanischen Gartens. Im Zeitraum von 1930 bis 1940 reiste Müller mehrfach nach Nordafrika, um Käfer der Familie Histeridae zum sammeln und zu studieren. Zudem plante er  ein Aquarium in Triest, in dem unter anderem verschiedene Korallenfische aus dem Roten Meer gezeigt wurden. Das Aquarium öffnete 1933. Im Jahr 1946 verließ er aus Altersgründen das Museum.
Er starb 1964 im Alter von 84 Jahren in Triest.

## Veröffentlichungen
Der Großteil von Müllers Werken thematisiert Käfer, vor allem Laufkäfer. In seiner Laufbahn hat er 757 Insektentaxa erstbeschrieben, darunter einige neue Gattungen. Außerdem forschte er über andere Tiergruppen, wie Pseudoskorpione, Plattwürmer, Krebstiere, Reptilien und Raubvögel.
Auswahl der Veröffentlichungen:
- Josef Müller: Über neue und bekannte Histeriden. In: Wiener entomologische Zeitung. Band 19, 1900, S. 137–142.
- Josef Müller: Über die Anatomie der Assimilationswurzeln von „Taeniophylum Zollingeri“. In: Akademie der Wissenschaften in Wien. Band 109, Nr. 1, 1900, S. 1–17.
- Josef Müller: Beitrag zur Kenntnis der Höhlensilphiden. In: Verhandlungen der k.k. zoologisch-botanischen Gesellschaft. Band 51, 1901, S. 16–33.
- Josef Müller: Coccinellidae Dalmatiae. In: Verhandlungen der k.k. zoologisch-botanischen Gesellschaft. Band 51, 1901, S. 511–522.
- Josef Müller: Lucanidae et Scarabaeidae Dalmatiae. In: Verhandlungen der k.k. zoologisch-botanischen Gesellschaft. Band 52, 1902, S. 438–466 (zobodat.at [PDF]).
- Josef Müller: Ein Beitrag zur Kenntnis der Bipaliiden. In: Zeitschrift für Wissenschaftliche Zoologie. Band 73, 1903, S. 75–114.
- Josef Müller: Beschreibungen neuer dalmatinischer Kolopteren I. Teil. In: Münchener koleopterologische Zeitschrift. Band 1, 1903, S. 192–194.
- Josef Müller: Bericht über die Koleopterenausbeute des Herrn R. Galvagni auf den dalmatischen Inseln Pelagosa, Lissa und Lagosta. In: Verhandlungen der k.k. zoologisch-botanischen Gesellschaft. Band 53, 1903, S. 10–17.
- Josef Müller: Über neue Höhlenkäfer aus Dalmatien. In: Sitzungsberichte der kaiserl. Akademie der Wissenschaften. Mathem.-naturw. Klasse. Band 112, Nr. 1, 1903, S. 870–889.
- Josef Müller: Sulla fauna delle caverne. Considerazioni generali e note critiche. In: Bollettino della Società Adriatica di scienze naturali. Band 21, 1903, S. 139–194.
- Josef Müller: Cerambycidae Dalmatiae. In: Verhandlungen der k.k. zoologisch-botanischen Gesellschaft. Band 56, 1906, S. 653–695 (zobodat.at [PDF]).
- Josef Müller: Sechs neue Höhlenkäfer aus den südlichen Kalkalpen, dem istro-dalmatinischen Karstgebiet und dem Balkan. In: Wiener entomologische Zeitung. Band 28, 1909, S. 273–282.
- Josef Müller: Georyssidae, Dryopidae, Heteroceridae et Hydrophilidae Dalmatiae. In: Verhandlungen der k.k. zoologisch-botanischen Gesellschaft. Band 59, 1909, S. 456–485 (zobodat.at [PDF]).
- Josef Müller: Coleopterologische Beiträge zur Fauna der österreichischen Karstprovinzen und ihre Grenzgebiete. In: Entomologische Blätter. Band 12, 1916, S. 73–109 (zobodat.at [PDF; 3,4 MB]).
- Josef Müller & R. Pick: Experimentelle Untersuchungen über Typhusbazillen und Kleiderläuse. In: Wiener klinische Wochenschrift. Band 29, Nr. 14, 1916.
- Josef Müller & L. Urizio: Sulla trasmissione del dermotifo mediante le deiezioni dei pidochi infetti. In: Riforma medica. Band 35, 1919, S. 1–8.